# U.S. Route 12
La U.S. Route 12 (US 12) è un'autostrada che attraversa gli Stati Uniti in direzione ovest-est che parte da Grays Harbor sull'Oceano Pacifico, nello Stato di Washington, e arriva nel centro di Detroit, per quasi 2500 miglia. La strada inizia ad Aberdeen, Washington, a un incrocio con US 101. Capolinea orientale è attualmente nel centro di Detroit, in un angolo della Michigan Avenue e Cass.